# Cacaguat (cràter)
Cacaguat és un cràter sobre la superfície del planeta nan Ceres, situat amb el sistema de coordenades planetocèntriques a -0.4 ° de latitud nord i 144.44 ° de longitud est. Fa un diàmetre de 13.6 km. El nom va ser fet oficial per la UAI el 16 de setembre del 2016 i fa referència a Cacaguat, déu del cacau de la cultura de Nicaragua.